# Зенько, Николай Николаевич
Никола́й Никола́евич Зенько́ (бел. Мікалай Мікалаевіч Зянько; род. 11 марта 1989, Орша, Витебская область) — белорусский футболист, нападающий минского «Трактора».

## Клубная карьера
Воспитанник футбольного клуба «Минск», с 2007 года проходил в основной состав, отдавался в аренды.
В 2011 году закрепился в основном составе «Минска», а сезон 2012 провел в аренде в могилевском «Днепре», помог клубу победить в Первой лиге.
В январе 2013 году перешёл в «Днепр» на прочной основе, но при этом потерял место в основном составе и обычно только появлялся на замену. В июле того же года стал появляться в стартовом составе, но позже вновь оказался на скамейке запасных.
В феврале 2014 года подписал контракт со «Слуцком». В составе Слуцкого клуба сначала был основным нападающим, но потом переместился на позицию атакующего полузащитника. В январе 2015 года продлил контракт со «Слуцком». В январе 2016 года контракт был расторгнут по обоюдному согласию.
В феврале 2016 года подписал контракт с микашевичским «Гранитом». В июле 2016 года из-за финансовых проблем покинул микашевичский клуб, а в августе подписал контракт с молдавским клубом «Милсами».
В августе 2017 года вернулся в Беларусь, став игроком мозырьской «Славии». По итогам сезона 2017 «Славия» потеряла место в Высшей лиге, и вскоре Зенько оставил мозырьский клуб.
В феврале 2018 года перешел в «Истиклол» из Душанбе, в составе которого стал обладателем Суперкубка Таджикистана.
Летом 2018 года вернулся в Беларусь, подписав контракт с «Городеей», за которую успел провести 5 игр, выходя в основном на замену.
В марте 2019 года перешёл в «Лиду», подписав контракт с клубом первой лиги до конца сезона. Стал лучшим бомбардиром лидского клуба в сезоне 2019, записав на свой счет 10 забитых мячей.
В феврале 2020 года подписал контракт с «Крумкачами», где зачастую выходил на замену. В июле 2020 года покинул клуб и перешёл в «Сморгонь», с 6 голами став лучшим бомбардиром команды.
В начале 2021 года перешел в «Оршу».
В марте 2022 года перешёл в «Лиду». В июле 2022 года вернулся в «Оршу».
В июле 2023 года футболист стал игроком минского «Трактора».

### Международная
Провёл по одному матчу за молодёжную сборную Беларуси и за олимпийскую сборную Беларуси.

## Статистика
| Сезон    | Дивизион | Клуб                | Страна                    | Матчи | Голы |
| -------- | -------- | ------------------- | ------------------------- | ----- | ---- |
| 2006     | Д3       | Смена               | Флаг Беларуси (1995—2012) | 23    | 0    |
| 2007     | Д1       | Минск               | Флаг Беларуси (1995—2012) | 2     | 0    |
| 2008     | Д2       | Минск               | Флаг Беларуси (1995—2012) | 15    | 0    |
| 2009 (1) | Д2       | Ведрич-97           | Флаг Беларуси (1995—2012) | 13    | 7    |
| 2009 (2) | Д2       | Белшина             | Флаг Беларуси (1995—2012) | 9     | 1    |
| 2010     | Д1       | Минск               | Флаг Беларуси (1995—2012) | 5     | 0    |
| 2011     | Д1       | Минск               | Флаг Беларуси (1995—2012) | 23    | 1    |
| 2012     | Д2       | Днепр (Могилёв)     | Флаг Беларуси             | 26    | 11   |
| 2013     | Д1       | Днепр (Могилёв)     | Флаг Беларуси             | 12    | 1    |
| 2014     | Д1       | Слуцк               | Флаг Беларуси             | 31    | 5    |
| 2015     | Д1       | Слуцк               | Флаг Беларуси             | 18    | 0    |
| 2016     | Д1       | Гранит (Микашевичи) | Флаг Беларуси             | 11    | 0    |
| 2016/17  | Д1       | Милсами             | Флаг Молдовы              | 20    | 4    |
| 2017     | Д1       | Славия-Мозырь       | Флаг Беларуси             | 5     | 0    |
| 2018     | Д1       | Истиклол (Душанбе)  | Флаг Таджикистана         | 8     | 2    |
| 2018     | Д1       | Городея             | Флаг Беларуси             | 5     | 0    |
| 2019     | Д2       | Лида                | Флаг Беларуси             | 27    | 10   |
| 2020 (1) | Д2       | Крумкачы (Минск)    | Флаг Беларуси             | 9     | 1    |
| 2020 (2) | Д2       | Сморгонь            | Флаг Беларуси             | 14    | 6    |

## Достижения
- Чемпион Первой лиги Беларуси: 2008, 2009, 2012
- Бронзовый призёр Чемпионата Беларуси: 2010
- Бронзовый призёр Чемпионата Молдовы: 2016/17
- Обладатель Суперкубка Таджикистана: 2018